# 阿蘇惟泰
阿蘇 惟泰（あそ これやす）は、平安時代末期から鎌倉時代の阿蘇大宮司。別名、宇治惟安。
それ以前は宇治氏を名乗っていたが、惟泰によって、阿蘇家は、阿蘇氏を名乗るようになった。

## 略歴
1180年（治承四年）正月、中院源定房から阿蘇神社および健軍神社の大宮司に補任される（『源大納言家政所下文案・写第三十五』）。このころには、源氏の荘官であった。
1181年（養和元年）2月29日、菊池隆直の鎮西養和内乱に与し、南郷大宮司として平家討伐に参加（『吾妻鏡』）。
このとき阿蘇谷から、南郷谷に本拠地を移し構えており、これが南郷大宮司と呼ばれる所以である。南郷谷の二本木前遺跡から木簡が見つかっており、南郷谷に居たことが明らかになっている。南郷谷の開発領主として、当時開発の遅れていた南郷谷の私領形成に努めた。1184年、名越谷阿蘇神社を勧進し、甲佐周辺の開拓を進める。
なお、惟泰は、鎮西養和内乱後には、平家に従っていた。
1180年から1185年にかけて起きた治承・寿永の乱においては、阿蘇惟泰は平家に与していた。このことから、鎌倉幕府によって、惟泰は大宮司を解任される。
その間、阿蘇神社は北条時政に管理されることになった。
1196年8月1日、北条時政が、惟泰の息子である宇治惟次を大宮司職に補任（阿蘇家文書第1巻7:『北条時政阿蘇大宮司職補任状』）。
1200年（正治二年）12月14日、阿蘇惟次を「新大宮司」に指名し、領置を譲与。